# هيدويغ فيليج
هيدويغ فيليج (بالإنجليزية: Hedwig Village, Texas)‏ هي مدينة تقع في مقاطعة هاريس، تكساس بولاية تكساس في شمال شرق الولايات المتحدة. تبلغ مساحة هذه المدينة 2.2 (كم²)، وترتفع عن سطح البحر 13 م، بلغ عدد سكانها 2557 نسمة في عام 2010 حسب إحصاء مكتب تعداد الولايات المتحدة .

## التركيبة السكانية
حدّد مكتب تعداد الولايات المتحدة بيانات التركيبة السكانية لهيدويغ فيليج في تعداد الولايات المتحدة. في ما يلي، التركيبة السكانية حسب تعدادي 2000 و2010.

### تعداد عام 2000
بلغ عدد سكان هيدويغ فيليج 2,334 نسمة بحسب تعداد عام 2000، وبلغ عدد الأسر 956 أسرة وعدد العائلات 668 عائلة مقيمة في القرية. في حين سجلت الكثافة السكانية 952.7 نسمة لكل كيلومتر مربع (2,467.5/ميل2). وبلغ عدد الوحدات السكنية 1,038 وحدة بمتوسط كثافة قدره 423.7 لكل كيلومتر مربع (1,097.4/ميل2).
وتوزع التركيب العرقي للقرية بنسبة 81.41% من البيض و1.33% من الأمريكيين الأفارقة و0.17% من الأمريكيين الأصليين و12.43% من الأمريكيين ذوي الأصول الآسيوية و0.04% من سكان جزر المحيط الهادئ و2.01% من الأعراق الأخرى و2.61% من عرقين مختلطين أو أكثر و6.26% من الهسبانيون أو اللاتينيون من أي عرق.
بلغ عدد الأسر 956 أسرة كانت نسبة 36.7% منها لديها أطفال تحت سن الثامنة عشر تعيش معهم، وبلغت نسبة الأزواج القاطنين مع بعضهم البعض 55.6% من أصل المجموع الكلي للأسر، ونسبة 11.2% من الأسر كان لديها معيلات من الإناث دون وجود شريك،  بينما كانت نسبة 3% من الأسر لديها معيلون من الذكور دون وجود شريكة وكانت نسبة 30.1% من غير العائلات. تألفت نسبة 27.4% من أصل جميع الأسر من عدة أفراد يعيشون في نفس المنزل ونسبة 9.9% كانت تتألف من شخص يعيش بمفرده يبلغ من العمر 65 عاماً أو أكثر. وبلغ متوسط حجم الأسرة المعيشية 2.44، أما متوسط حجم العائلات فبلغ 2.99.
بلغ العمر الوسطي للسكان 40.6 عاماً. وكانت نسبة 26.6% من القاطنين تحت سن الثامنة عشر، وكانت نسبة 5.4% بين الثامنة عشر والرابعة والعشرين عاماً، ونسبة 26.8% كانت واقعةً في الفئة العمرية ما بين الخامسة والعشرين والرابعة والأربعين عاماً، ونسبة 25.8% كانت ما بين الخامسة والأربعين والرابعة والستين، ونسبة 15.2% كانت ضمن فئة الخامسة والستين عاماً فما فوق. يوجد لكل 100 أنثى 89.1 ذكر، ويوجد لكل 100 أنثى في الثامنة عشر من عمرها فما فوق 83.1 ذكر.
بلغ متوسط دخل الأسرة في القرية 66,250 دولارًا، أما متوسط دخل العائلة فبلغ 101,928 دولارًا. وكان متوسط دخل الذكور 69,375 دولارًا مقابل 41,316 دولارًا للإناث. وسجل دخل الفرد الخاص بالقرية 52,153 دولارًا. وكانت نسبة 3% من العائلات ونسبة 4.6% من السكان تحت خط الفقر، وكان من هؤلاء نسبة 6.1% تحت سن الثامنة عشر ونسبة 4% في الخامسة والستين من العمر وما فوق.

### تعداد عام 2010
بلغ عدد سكان هيدويغ فيليج 2,557 نسمة بحسب تعداد عام 2010، وبلغ عدد الأسر 975 أسرة وعدد العائلات 704 عائلة مقيمة في القرية. في حين سجلت الكثافة السكانية 1,043.7 نسمة لكل كيلومتر مربع (2,703.2/ميل2). وبلغ عدد الوحدات السكنية 1,042 وحدة بمتوسط كثافة قدره 425.3 لكل كيلومتر مربع (1,101.5/ميل2).
وتوزع التركيب العرقي للقرية بنسبة 75.95% من البيض و1.29% من الأمريكيين الأفارقة و0.20% من الأمريكيين الأصليين و15.49% من الأمريكيين ذوي الأصول الآسيوية و0.12% من سكان جزر المحيط الهادئ و3.79% من الأعراق الأخرى و3.17% من عرقين مختلطين أو أكثر و10.99% من الهسبانيون أو اللاتينيون من أي عرق.
بلغ عدد الأسر 975 أسرة كانت نسبة 41.3% منها لديها أطفال تحت سن الثامنة عشر تعيش معهم، وبلغت نسبة الأزواج القاطنين مع بعضهم البعض 57.8% من أصل المجموع الكلي للأسر، ونسبة 11% من الأسر كان لديها معيلات من الإناث دون وجود شريك،  بينما كانت نسبة 3.4% من الأسر لديها معيلون من الذكور دون وجود شريكة وكانت نسبة 27.8% من غير العائلات. تألفت نسبة 24.1% من أصل جميع الأسر من عدة أفراد يعيشون في نفس المنزل ونسبة 9.7% كانت تتألف من شخص يعيش بمفرده يبلغ من العمر 65 عاماً أو أكثر. وبلغ متوسط حجم الأسرة المعيشية 2.62، أما متوسط حجم العائلات فبلغ 3.15.
بلغ العمر الوسطي للسكان 41.2 عاماً. وكانت نسبة 28.7% من القاطنين تحت سن الثامنة عشر، وكانت نسبة 5.5% بين الثامنة عشر والرابعة والعشرين عاماً، ونسبة 20.6% كانت واقعةً في الفئة العمرية ما بين الخامسة والعشرين والرابعة والأربعين عاماً، ونسبة 30.7% كانت ما بين الخامسة والأربعين والرابعة والستين، ونسبة 14.5% كانت ضمن فئة الخامسة والستين عاماً فما فوق. وتوزع التركيب الجنسي للسكان بنسبة 48.8% ذكور و51.2% إناث.

## وصلات خارجية
- www.thecityofhedwigvillage.com
- The US50 - Cities and Towns in Texas State